# FFH-Gebiet Kossautal und angrenzende Flächen
Das FFH-Gebiet Kossautal und angrenzende Flächen ist ein NATURA 2000-Schutzgebiet in Schleswig-Holstein im Kreis Plön in den Gemeinden Rantzau, Giekau, Klamp, Helmstorf, Lütjenburg, Howacht (Ostsee) und Behrensdorf (Ostsee). Es liegt im Naturraum Probstei und Selenter See-Gebiet (Landschafts-ID 70203), in unmittelbarer Nähe zum Naturraum Bungsberggebiet (Landschafts-ID 70204) der Haupteinheit Ostholsteinisches Hügelland. Diese ist wiederum Teil der Naturräumlichen Großregion 2. Ordnung Schleswig-Holsteinisches Hügelland. Das Bundesamt für Naturschutz (BfN) rechnet das FFH-Gebiet in seinem Landschaftssteckbrief zur Landschaft Holsteinische Schweiz. Es hat eine Größe von 213 Hektar.

Die größte Ausdehnung des FFH-Gebietes liegt mit 11,3 Kilometer in Nordostrichtung. Es reicht vom Oberlauf der Kossau beim Gut Rantzau westlich der Bundesstraße 430 bis kurz vor deren Mündung in den Großen Binnensee. Die höchste Erhebung des FFH-Gebietes liegt mit 38 Meter über Normalhöhennull (NHN) an einem östlichen Steilhang des Waldgebietes Krähenholz im Kossautal kurz vor der Papiermühle in Engelau und erreicht den niedrigsten Wert kurz vor dem Eintritt der Kossau in den Großen Binnensee mit 0,1 Meter unter Normalnull (NN), siehe Karte 1. Das Kossautal liegt in einer Schmelzwasserrinne der letzten Eiszeit, die danach von Auensedimenten überlagert wurde. 

Das FFH-Gebiet besteht laut NATURA 2000-Standard-Datenbogen (SDB) vom Mai 2017 zu drei Vierteln aus der FFH-Lebensraumklasse Moore, Sümpfe und Uferbewuchs, siehe Diagramm 1. In den Hanglagen sind Buchenwälder vorherrschend. 

## FFH-Gebietsgeschichte und Naturschutzumgebung
Der NATURA 2000-Standard-Datenbogen (SDB) für dieses FFH-Gebiet wurde im Juni 2004 vom Landesamt für Landwirtschaft, Umwelt und ländliche Räume (LLUR) des Landes Schleswig-Holstein erstellt, im September 2004 als Gebiet von gemeinschaftlicher Bedeutung (GGB) vorgeschlagen, im November 2007 von der EU als GGB bestätigt und im Januar 2010 national nach § 32 Absatz 2 bis 4 BNatSchG in Verbindung mit § 23 LNatSchG als besonderes Erhaltungsgebiet (BEG) bestätigt. Der SDB wurde zuletzt im Mai 2017 aktualisiert. Der Managementplan wurde am 11. Oktober 2016 veröffentlicht. Er gilt auch für die Europäischen Vogelschutzgebiete DE 1729-401 „NSG Kossautal“ und DE 1530-491 „Östliche Kieler Bucht“ Teilbereich „Kossau“.
Das FFH-Gebiet liegt ab Lütjenburg bis kurz vor der Mündung der Kossau in den Großen Binnensee im Landschaftsschutzgebiet „Ostseeküste auf dem Gebiet der Gemeinden Behrensdorf und Hohwacht, des Großen Binnensees, des Unterlaufs der Kossau und Umgebung“. Vom Gut Rantzau bis Lütjenburg liegt das FFH-Gebiet außerhalb, aber ist vollständig umgeben vom Landschaftsschutzgebiet „Mittleres Kossautal und Umgebung“. Das Naturschutzgebiet „Kossautal“ liegt vollständig im FFH-Gebiet. Der Oberlauf der Kossau und damit auch Teile des FFH-Gebietes „Kossautal und angrenzende Flächen“ sind bis zur Ortschaft Engelau Teil des Naturparks Holsteinische Schweiz. Das FFH-Gebiet ist weiterhin mit dem Schwerpunktbereich 251 Teil des landesweiten Biotopverbundsystems.
Im FFH-Gebiet östlich von Lütjenburg befinden sich mehrere archäologische Kulturdenkmale. Neben einer Reihe von Megalithgräbern sind dort zwei ehemalige Burgstellen mit Resten von Wallanlagen zu finden.
Mit der Gebietsbetreuung des NSG „Kossautal“, aber nicht des FFH-Gebietes „Kossautal und angrenzende Flächen“, wurde nach § 20 LNatSchG durch das LLUR der Kreissportfischerverband Plön e.V. beauftragt (Stand Dezember 2022).

## FFH-Erhaltungsgegenstand
Laut Standard-Datenbogen vom Mai 2017 sind folgende FFH-Lebensraumtypen (LRT) und Arten als FFH-Erhaltungsgegenstände mit den entsprechenden Beurteilungen zum Erhaltungszustand der Umweltbehörde der Europäischen Union gemeldet worden (Gebräuchliche Kurzbezeichnung (BfN)):
FFH-Lebensraumtypen nach Anhang I der EU-Richtlinie:
- 3260 Fließgewässer mit flutender Wasservegetation (Gesamtbeurteilung B)[16]
- 9110 Hainsimsen-Buchenwälder (Gesamtbeurteilung C)[17]
- 9130 Waldmeister-Buchenwälder (Gesamtbeurteilung C)[18]
- 9180* Schlucht- und Hangmischwälder (Gesamtbeurteilung C)[19]
- 91E0* Erlen-Eschen- und Weichholzauenwälder (Gesamtbeurteilung B)[20]

Arten gemäß Artikel 4 der Richtlinie 2009/147/EG und Anhang II der Richtlinie 92/43/EWG und diesbezügliche Beurteilung des Gebiets:
- 1149 Steinbeißer (Gesamtbeurteilung C)[22]
- 1096 Bachneunauge (Lampetra planeri) (Gesamtbeurteilung C)[23]
- 1355 Fischotter (Gesamtbeurteilung C)[24]
- 1016 Bauchige Windelschnecke (Gesamtbeurteilung C)[25]

Das FFH-Gebiet ist im SDB zu gut einem Viertel als FFH-Lebensraumfläche ausgewiesen, wovon der überwiegende Teil dem LRT 9130 Waldmeister-Buchenwälder zugerechnet wird, siehe Diagramm 2.
In den Sommerhalbjahren 2018 und 2019 wurde eine Biotopkartierung der FFH-Lebensraum- und Biotoptypen im FFH-Gebiet durchgeführt. Danach ist der Anteil an LRT-Flächen auf gut ein Drittel der FFH-Gebietsfläche gestiegen und drei weitere FFH-Lebensraumtypen dazu gekommen, siehe Diagramm 2 und Tabelle 1. Der FFH-LRT 9110 Hainsimsen-Buchenwälder kommt in der aktuellen Biotopkartierung im FFH-Gebiet nicht mehr vor (Stand Dezember 2022).
| FFH-Lebensraumtyp                                                                                         | Fläche gemäß SDB vom Mai 2017 [ha] | Fläche gemäß Biotopkartierung 2018 bis 2019 |
| --- | ---------------------------------- | ------------------------------------------- |
| 3150 Natürliche und naturnahe nährstoffreiche Stillgewässer mit Laichkraut oder Froschbiss-Gesellschaften | -                                  | 0,10505                                     |
| 3260 Fließgewässer mit flutender Wasservegetation                                                         | 11,3                               | 13,0818                                     |
| 6430 Feuchte Hochstaudenfluren                                                                            | -                                  | 1,5637                                      |
| 6510 Magere Flachland-Mähwiesen                                                                           | -                                  | 5,5493                                      |
| 9110 Hainsimsen-Buchenwälder                                                                              | 3,6                                | -                                           |
| 9130 Waldmeister-Buchenwälder                                                                             | 38,4                               | 46,5606                                     |
| 9180* Schlucht- und Hangmischwälder                                                                       | 0,4                                | 0,3874                                      |
| 91E0* Erlen-Eschen- und Weichholzauenwälder                                                               | 2,4                                | 5,6181                                      |
| SUMMEː | 56,1                               | 72,86595                                    |

## FFH-Erhaltungsziele
Aus den oben aufgeführten FFH-Erhaltungsgegenständen werden als FFH-Erhaltungsziele von besonderer Bedeutung die Erhaltung folgender Lebensraumtypen und Arten im FFH-Gebiet vom Ministerium für Energiewende, Landwirtschaft, Umwelt und ländliche Räume des Landes Schleswig-Holstein erklärt:
- 3260 Fließgewässer mit flutender Wasservegetation
- 9110 Hainsimsen-Buchenwälder
- 9130 Waldmeister-Buchenwälder
- 9180* Schlucht- und Hangmischwälder
- 91E0* Erlen-Eschen- und Weichholzauenwälder
- 1355 Fischotter

Aus den oben aufgeführten FFH-Erhaltungsgegenständen werden als FFH-Erhaltungsziele von Bedeutung die Erhaltung folgender Lebensraumtypen und Arten im FFH-Gebiet vom Ministerium für Energiewende, Landwirtschaft, Umwelt und ländliche Räume des Landes Schleswig-Holstein erklärt:
- 1149 Steinbeißer
- 1096 Bachneunauge
- 1016 Bauchige Windelschnecke

Damit sind alle FFH-Erhaltungsgegenstände als FFH-Erhaltungsziele übernommen worden.

## FFH-Analyse und Bewertung
Das Kapitel FFH-Analyse und Bewertung im Managementvermerk beschäftigt sich unter anderem mit den aktuellen Gegebenheiten des FFH-Gebietes und den Hindernissen bei der Erhaltung und Weiterentwicklung der FFH-Lebensraumtypen und Arten. Die Ergebnisse fließen in den FFH-Maßnahmenkatalog ein.
Die im FFH-Gebiet ausgewiesenen FFH-LRT-Flächen haben überwiegend eine schlechte Gesamtbewertung im SDB erhalten, siehe Diagramm 4. Die gute Bewertung hat ausschließlich das Fließgewässer Kossau und der Erlen- und Eschenwald zugewiesen bekommen. Für das Fließgewässer Kossau besteht laut europäischer Wasserrahmenrichtlinie (WRRL) eine Berichtspflicht gegenüber der europäischen Umweltagentur in Kopenhagen. Es ist in mehrere Wasserkörper unterteilt. Der erste Abschnitt, der sich im FFH-Gebiet befindet, hat die Wasserkörperkennung DERW_DESH_KO_10_A und beginnt beim Gut Rantzau und endet vor der Unterquerung der Landesstraße 55 im Krähenforst. Dieser Abschnitt der Kossau befindet sich sowohl in einem schlechten ökologischen als auch in einem schlechten chemischen Zustand. An diesem Wasserkörper schließt sich der Mittellauf der Kossau bis zum Lütjenburger Ortsteil Aukamp mit der Wasserkörperkennung DERW_DESH_KO_10_B an. Dieser Abschnitt der Kossau hat einen mäßigen ökologischen und einen schlechten chemischen Zustand. Der sich daran anschließende Unterlauf der Kossau bis zu ihrem Eintritt in den großen Binnensee hat die Wasserkörperkennung DERW_DESH_KO_10_C. Dieser Abschnitt der Kossau hat einen unbefriedigenden ökologischen und einen schlechten chemischen Zustand. Die für alle Teilabschnitte in den Wasserkörpersteckbriefen genannte Zielsetzung der Erreichung eines guten ökologischen und chemischen Zustandes bis zum Jahre 2027 sind unrealistisch.
Bis auf den Erlen- und Eschenwald haben alle Waldlebensraumtypen im FFH-Gebiet eine schlechte Bewertung zugesprochen bekommen. Neben den Gemeinden und der Stiftung Naturschutz Schleswig-Holstein ist das FFH-Gebiet größtenteils im Privatbesitz. Mit einigen Eigentümern wurden für fünfzehn Waldflächen vom Landesamt für Landwirtschaft, Umwelt und ländliche Räume des Landes Schleswig-Holstein Verträge nach dem Muster „Vertragsnaturschutz im Wald“ abgeschlossen (Stand Dezember 2022). Für Gebietsflächen zwischen der Rantzauer Papiermühle und Engelau, sowie südlich von Vogelsdorf zwischen Bundesstraße 430 und Landesstraße 178 und bei Gut Neudorf und Eetz nahe dem Großen Binnensee wurden Verträge nach dem Muster „Weidewirtschaft Moor ohne Düngung“ abgeschlossen. Zwischen der Kreisstraße 26 bei Eetz und der Landesstraße 164 bei Gut Neudorf befindet sich eine Fläche vom Biotoptyp (GI) Artenarmes Intensivgrünland. Für diese Fläche wurde ein Vertrag nach dem Muster „Wertgrünland“ abgeschlossen. Bei dieser Vertragsart ist eine Düngung ausgeschlossen, um die Nitratbelastung der Kossau zu verringern.

## FFH-Maßnahmenkatalog
Der FFH-Maßnahmenkatalog im Managementplan führt neben den bereits durchgeführten Maßnahmen geplante Maßnahmen zur Erhaltung und Entwicklung der FFH-Lebensraumtypen im FFH-Gebiet an. Die Maßnahmen sind zudem in fünf Maßnahmenkarten und in zwanzig Maßnahmenblättern zur Projektverfolgung tabellarisch erfasst.
Schwerpunkte der Maßnahmenː
- Verringerung der Nährstoffeinträge in die Kossau und deren Zuflüssen zur Erfüllung der Ziele der europäischen Wasserrahmenrichtlinie.
  - Schaffung von Gewässerrandstreifen
  - Sukzession nicht mehr genutzter Flächen in Ufernähe
  - Extensivierung von landwirtschaftlich genutzten Flächen in Ufernähe
  - Aufhebung von Drainagen in landwirtschaftlich genutzten Flächen in Ufernähe
- Herstellung der Durchgängigkeit der Kossau und deren Zuflüsse für Fische
- Waldumbau von Nadelgehölzen zu Laubwäldern
- Schaffung von Querungshilfen für Fischotter an Unterführungen der Kossau
- Aufforstung von Au- und Bruchwald
- Förderung der natürlichen Waldentwicklung
- Erhöhung des Anteils von liegendem und stehendem Totholz zur Steigerung der Artenvielfalt
- Erhöhung der Anzahl von Habitatbäumen zur Steigerung der Artenvielfalt

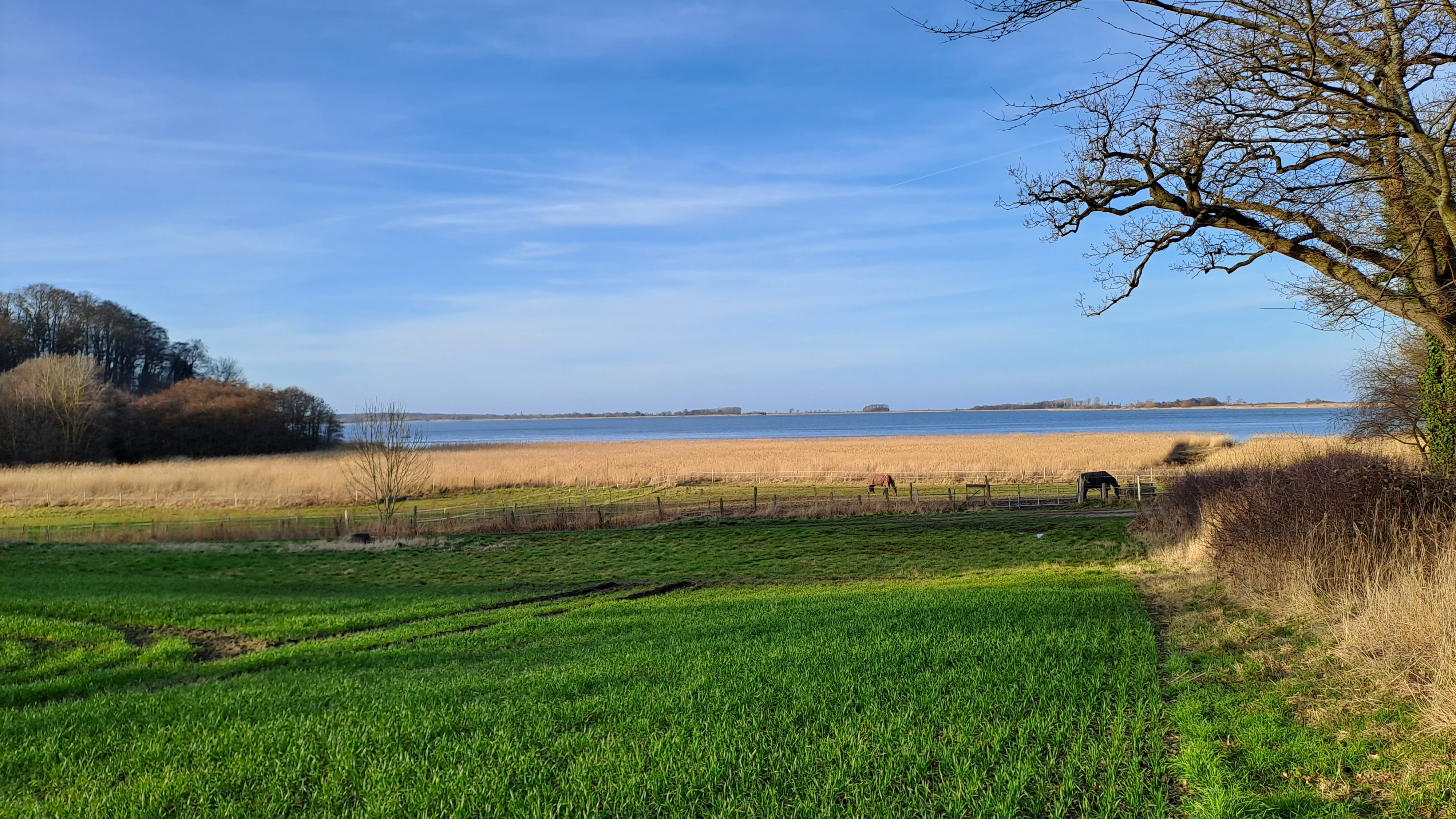
Mündungsgebiet der Kossau am Großen Binnensee
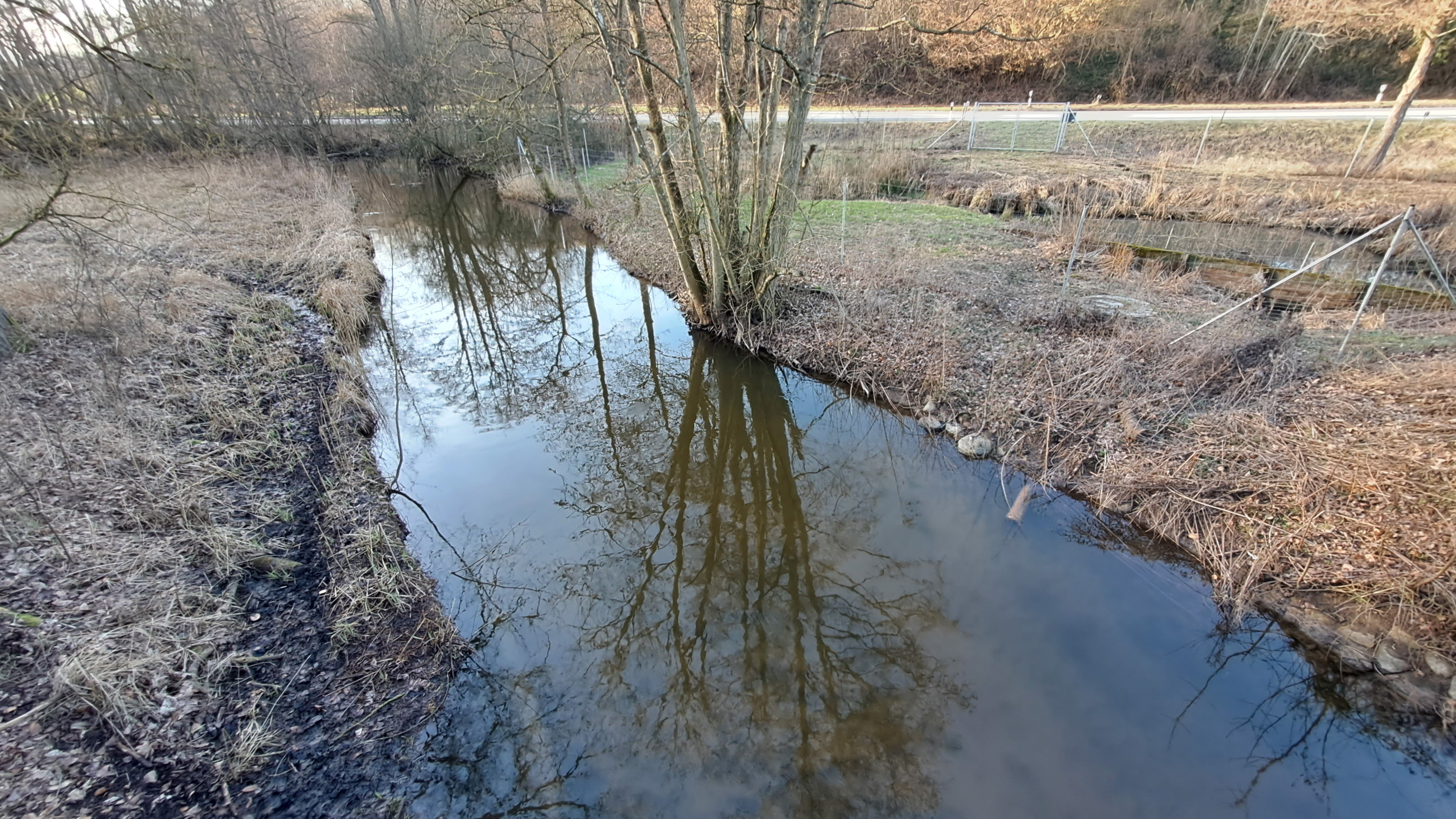
Kossau bei Aukamp
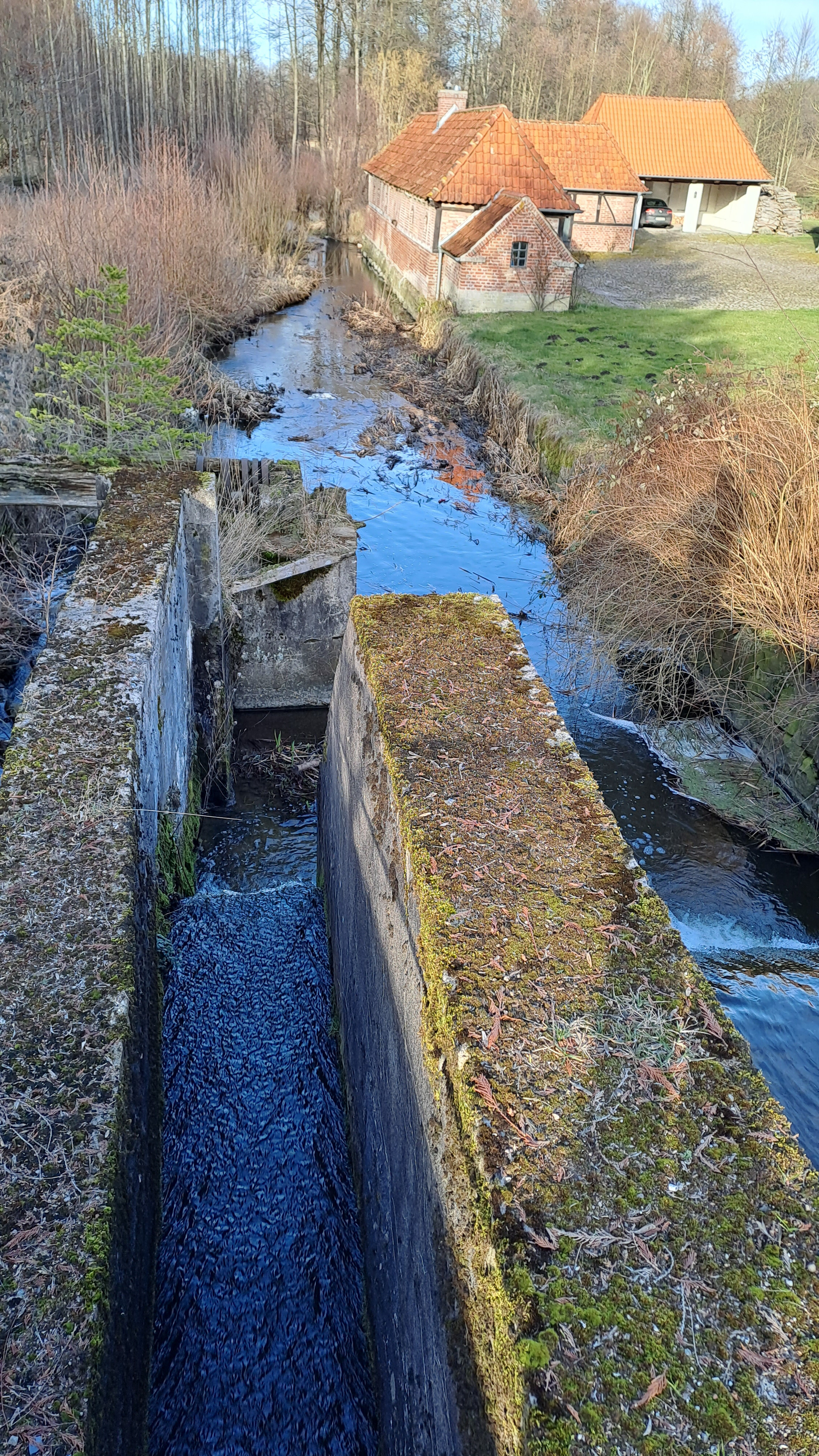
Kossau nach der Stauung an der Papiermühle Baudissin
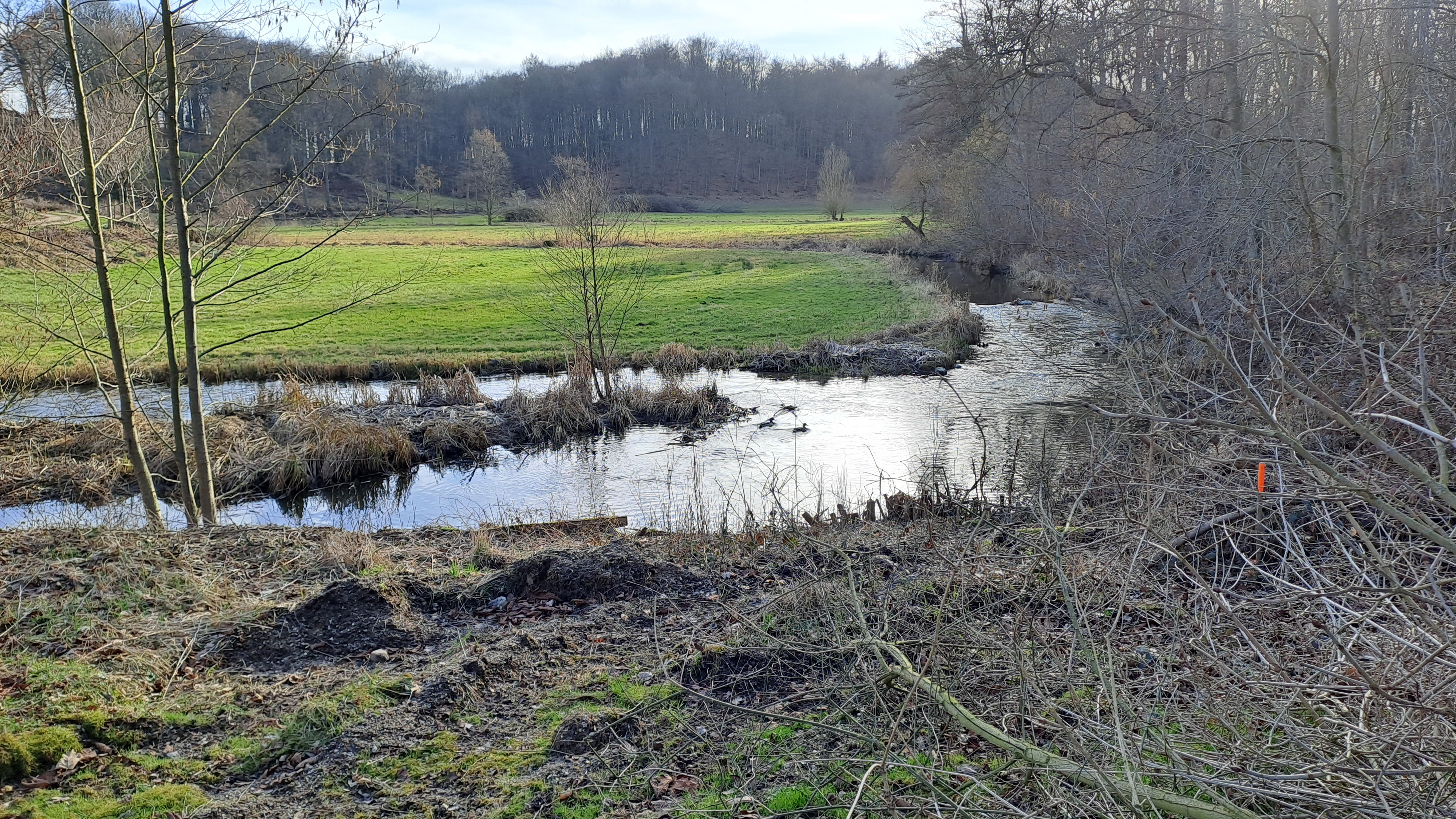
Kossau vor der Papiermühle Baudissin
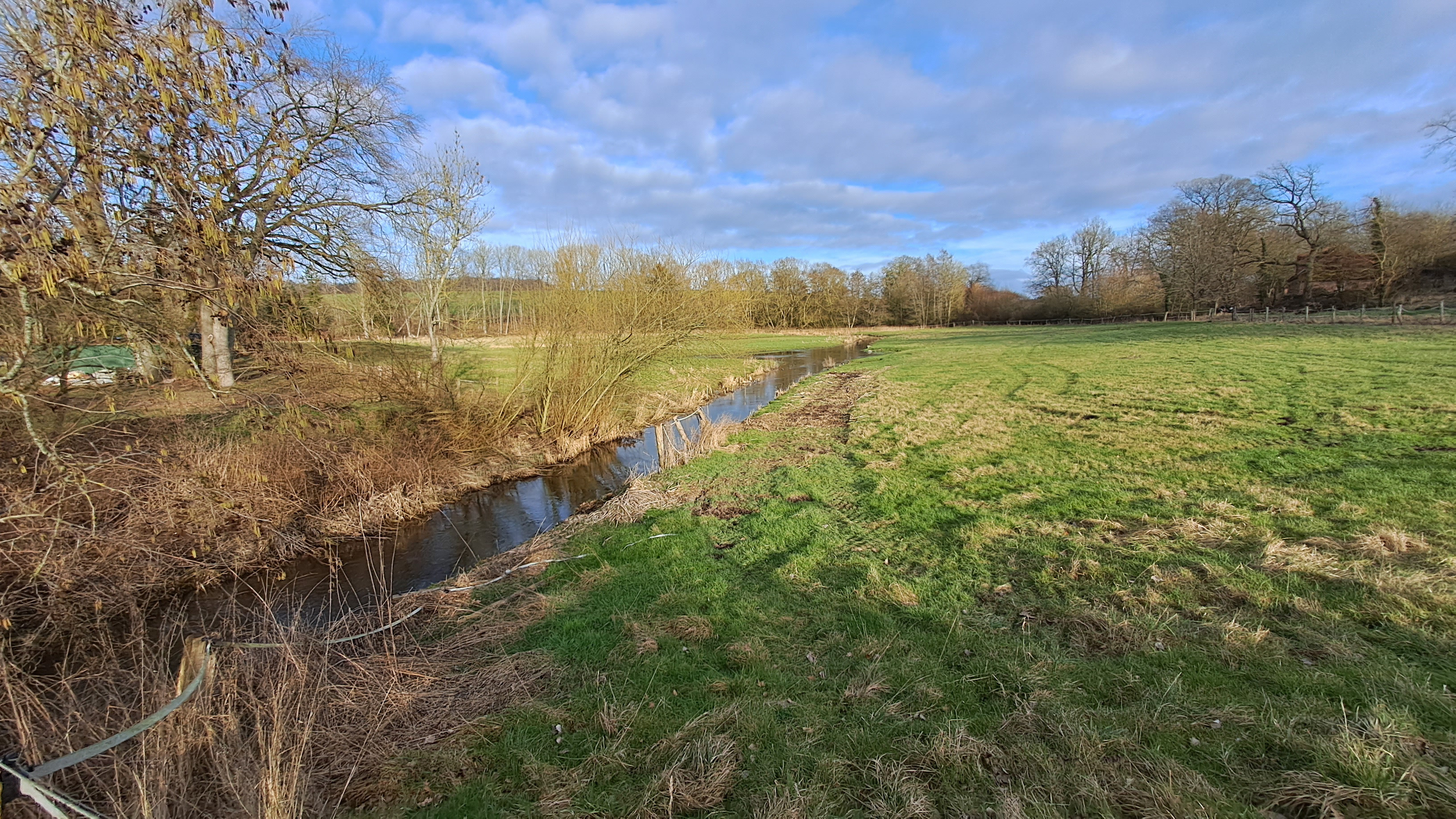
Kossautal bei Gut Rantzau

## FFH-Erfolgskontrolle und Monitoring der Maßnahmen
Eine FFH-Erfolgskontrolle und Monitoring der Maßnahmen findet in Schleswig-Holstein alle sechs Jahre statt. Die Ergebnisse des letzten Monitorings wurden am 10. März 2010 veröffentlicht.